# Szent Filoména

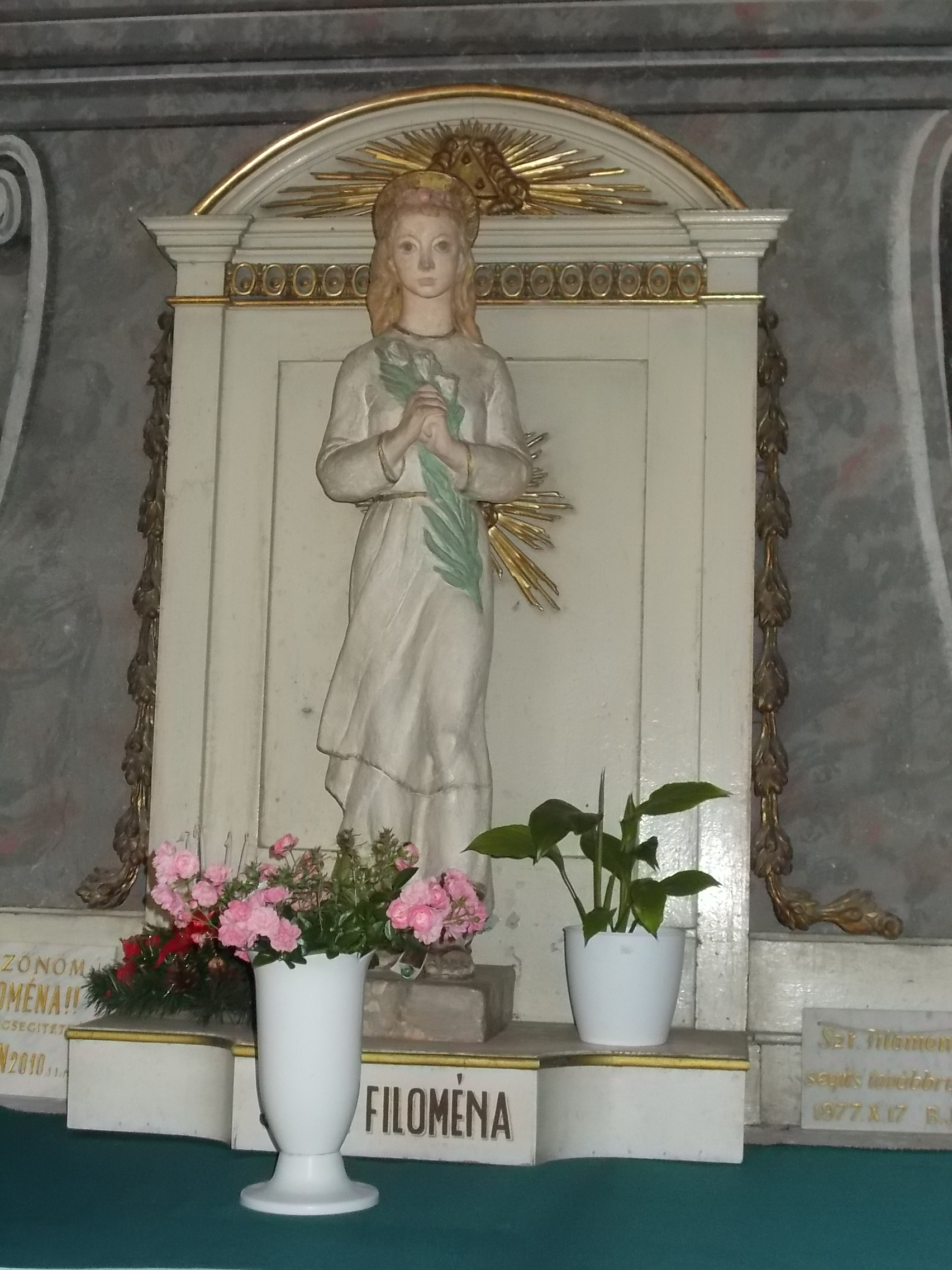
Szent Filoména szobor
(Az egri, minorita templom mellékoltárán.)

Római Filoména vagy egyházi nevén Szent Filoména (ógörögül: Ἁγία Φιλουμένη, újgörögül: Αγία Φιλομένα, latinul: Sancta Philomena), (291. január 10. – Róma, 304. augusztus 10.) vértanú, a 3. század végén élt, Korfu szigetén született görög királylány. Nevének jelentése: szeretett.

XVI. Gergely pápa nyilvánította szentté 1837. január 30-án kelt Dum in sacrorum kezdetű dekrétumával, két elismert csoda után.

X. Piusz pápa a Pias fidelium societates kezdetű, 1912. május 21-én kelt levelével (az akkor párizsi székhelyű) Szent Filoména Főtestvérületet (archiconfraternitas) egyetemes (az egész egyházra kiterjedő) főtestvérületté emelte. Ennek részeként a világ számos egyházmegyéjében vannak Szent Filoména közösségek, köztük Magyarországon is. A nemzeti központok vezetőit a főtestvérület lelki igazgatja (director spiritualis) bízza meg, aki egyúttal a kegyhely templomigazgatója (rector ecclesiae).

## Életrajza
Filoména tizenhárom évesen halt vértanúhalált Rómában; holttestét a Priscilla katakombában temették el. Nyugvóhelye a katakomba központjában, a görög kápolna és az ún. nagy lucernárium közvetlen közelében volt, felül. A maradványok kiemelése 1802. május 25-én történt, egyházi részről Philippo Ludovici (elh. 1837) áldozópap volt jelen. Nevét terrakotta táblára vésték fel, kínzóeszközei jelképeivel együtt, mely tábla három darabra volt törve. Méreteik: 57×28 cm, 57×32 cm, 57×29 cm.

## Hozzá kapcsolható csodák
Filoména nevéhez legendája szerint rengeteg csoda fűződik. Ereklyéit egy olasz városban, a Nolai egyházmegye területén lévő Mugnano del Cardinaléban őrzik. A csodák többsége is ebben a városban történt, amikor a nagyereklye megérkezett a városba 1805. augusztus 10-én.
A két legnagyobb csoda:
- a halálos beteg, kb. 20 éves, itáliai Giovanna Cescutti (Pascutti) gyógyulása, akinek betegágyánál a helyi pap és a családtagok a szenthez fohászkodtak, és ezen imameghallgatás révén gyógyult meg a kegyhelytől 730 km-re Velencében, 1835 júliusában; valamint
- a szintén halálos beteg, 37 éves, franciaországi Pauline Marie Jaricot (1799–1862) gyógyulása a kegyhelyen, 1835 augusztusában.

További néhány csoda: Egy édesanya hozta a templomba nyomorék gyermekét szentmisére, és a konszekrálás szavainál a születése óta béna gyermek mozogni kezdett; és a szentmise végeztével saját lábain jött ki a templomból. Egy vak kislány szemét a gyermek édesanyja a nagyereklye előtt égő mécses olajával kente meg, amire a gyermek látni kezdett.

## Utóélete
Az Istenes Szent Jánosról nevezett betegápoló irgalmasrendi szerzetesek (franciául: frères hospitaliers), akiket a francia forradalom elűzött Párizsból, az országot járták és alamizsnát gyűjtöttek. Kéregetés közben, Szent Filoména vértanúságáról szóló versekbe foglalt lírát énekeltek. 1815/1816. táján, Lyonban betértek a tehetős Jaricot családhoz is. A 17 éves Pauline Marie Jaricot kérésére a szerzetesek vezetője, Paul de Magallon (1784-1859) az adományozás hatására úgy döntött, hogy odaajándékozza az itáliai kegyhelyről származó Szent Filoména ereklyét. A család saját, lyoni birtokán Szent Filoména tiszteletére kápolnát építtetett, amit "Lorette"-nek neveztek el. Húsz évvel később, Pauline halálos beteg lett, aki az itáliai kegyhelyre vitette magát. Ott csodálatosan meggyógyult; majd hazatérése után, a kegyhelyen kapott újabb csontereklyéből adott egy darabkát Vianney János ars-i plébánosnak.
Filoména szentté nyilvánítása (1837) után, nevét nem vették fel a Martyrologium Romanum-ba. Azonban a korabeli Missale Romanum hivatalos kiadásaiban a Missae pro aliquibus locis (helyileg megengedett misék) részben szerepelt így: Die 11 Augusti; S. Philumenae, Virginis et Martyris.
Marucchi és Bonavenia régészek a szentté nyilvánítás után 69 évvel kétségbe vonták, hogy a kőfelirat ugyanahhoz a személyhez tartozik, akinek maradványai fölött azt három részre törve és helytelen sorrendben megtalálták. Úgy vélték, másodfelhasználású a kőfelirat és szentünk valódi neve ismeretlen. Viszont nem vitatták, hogy szent az elhunyt; mivel nem a régészetnek, hanem a teológiának joga a kanonizáció. Az egyház megmaradt az 1837. évi álláspontjánál, amikor kánoni eljárásában szentté nyilvánította az 1802-ben megtalált csontok ókori gyermekét Filoména elnevezéssel.

Nincs pontos évszámunk arra vonatkozóan, hogy a XIX. század során szentünk nevét és emléknapját, mikor vették fel az Általános Római Naptár és a Missale Romanum hivatalos kiadásaiba, ami vélhetően egyidejűleg történt. Azt tudjuk, hogy a liturgikus reform részeként a Rítuskongregáció 1961. február 14-én kelt határozatával törölte Filoména nevét és emléknapját az Általános Római Naptár-ból.
Antonio Ferrua (1901-2003), aki régész és jezsuita pap volt, Luigi Esposito kegyhelyi templomigazgató kezdeményezésére megvizsgálta a kérdéses terrakotta táblákat, és erről 1963. november 29-én pozitív állásfoglalást adott a Kegyhelynek; szakmailag megcáfolva Marucchi és Bonavenia századeleji nézetét.
Az Általános Római Naptár-ból való törlést követően a kegyhelyi templomgazgató kétszer kért iránymutatást a Rítuskongregációtól, ami 1964-ben írt válaszában közölte: a liturgikus szerkönyvekben lévő előírásos tisztelet (culto liturgico) megszűnt, de főtestvérületi közösségi körben (culto popolare) történő folytatásnak nincs semmi egyházi akadálya.
A terrakotta táblák megvizsgálásával kapcsolatos 1963. évi állásfoglalás 1970. december 25-én jelent meg a nolai La Campana című kiadványban.
A franciaországi ars-i papság kérésére Szent Filoména iratanyagát az illetékes kongregációk a 2000-es években újra tanulmányozni kezdték. Céljuk voltaképp az, hogy ők is lehetőséget kapjanak Szent Filoména tiszteletét egyházmegyei szinten hivatalosan ápolni; tekintettel arra, hogy sok csoda fűződik Szent Filoména ars-i kápolnájához is.
A mintegy százéves „Filoména-kérdés” kapcsán (ami a három darabra tört terrakotta-táblák helytelen sorrendiségéből kiindulva megkérdőjelezte, hogy vajon azt a személy jelöli-e, akinek maradványait ez alatt megtalálták) 2005-ben tudományos konferenciát rendeztek; s tekintettel a mindvégig töretlen népszerűségnek örvendő vértanú szent iránti tiszteletre és imameghallgatásokra, a korabeli kétségeket felülvizsgálták.
A nagyereklye (reliquia maior) helyi- illetve magánáhítatra lett adományozva. E tények az 1805-ben kiállított ereklyeátadási- és hitelesítő iratban (authenticum) is benne vannak valószínűleg, mivel a Rítuskongregáció 1691. augusztus 11-én kelt általános határozata alapján a Martyrologium Romanum-ban nem szereplő (hiányos vagy bizonytalan történelmi adatokkal rendelkező) katakombaszentek tiszteletére szentmise, illetve zsolozsma nem volt mondható. Ez az időszak 1837-ig (a szentté nyilvánításig) tartott, ami által lehetőség nyílt a korlátozások nélküli, általános tiszteletére bárhol az egyházban. 1855-től a kegytemploma (Mugnano del Cardinale), majd az egyházmegye (Nolai Egyházmegye), továbbá 1912-től a Szent Filoména Főtestvérület közösségei, külön jogot is kaptak Szent Filoména tiszteletének ápolására.
A mugnanói lelkész (Francesco di Luca) az újfent kinevezett potenzai püspök (Bartolomeo de Cesare) segítségével jutott a nagyereklyéhez 1805. június 8-án. A szent maradványok felöltöztetése Nápolyban, a gazdag régiségkereskedő Terres-családnál történt 1805 júliusában.
A főtestvérület egyházilag jogi személy, magántársulás (consociatio privata); célja szerint a közösségi tisztelet (cultus publicus) előmozdítását szorgalmazó szervezet. A kezdeményezések (például: Szent Filoména imaóra, szentmise) elfogadásáról a helyi lelkipásztor és elsősorban a közösségvezető dönt, a szervezet statútumának (szabályzatának) megfelelően. — „Az egyház elfogadja a konfraternitásokat és jogi személyiséget ad nekik; jóváhagyja statútumaikat, nagyra értékeli célkitűzéseiket és istentiszteleti tevékenységüket.” (2005)

## Magyar vonatkozások
- 1837-1845 körül jelent meg Budán (gót betűs, német nyelven) a róla szóló "Die heilige Philomena Jungfrau und Märtyrin" című könyvecske. Ez a legkorábbi bizonyíték arra, hogy hazánkban ismerték Szent Filoména történetét és tiszteletére jámbor közösségek alakulhattak.
- a volt zombori (Bács-Bodrog vármegyei) 19. századi magyar kármelita rendház könyvtárába tartozó Filoména-könyv (jelenleg: Österreichischer Bibliothekenverbund állományában) Barrelle Joseph: "Die wünderthaterinn des neunzehnten Jahrhunderts, oder die heilige Filomena, Jungfrau und Martirinn" (Innsbruck, F. Rauch, 1836).
- 1800-as évekből való szentkép-ritkaság található róla a budapesti Piarista Múzeumban (leltári szám: 2019.420.1.P.). A papírkép előlapja a "Sta. Filomena" felirat miatt itáliai eredetű. Azonban a kép hátlapjára egy würzburgi német nyomda (J. C. Müller in Würzburg) gót betűs jámbor szöveget nyomtatott.
- Ima Szent Filoména napján — In: Áts Benjamin, A hétfájdalmú Boldogságos Szűz Mária... Imádságos és Énekeskönyv (Budapest 1882), VII. rész, Mindenszentek nagy officiuma, 293. oldal.
- Winter Ágoston:[31] Mugnanói emlékek (úti beszámoló 1894-ből). Megjelent három részben a "Religio" katolikus egyházi folyóiratban: 54. évf. 1895. évi 49. szám (426-427), 50. szám (434-436), 51. szám (442-443).
- 19-20. század fordulójára tehető a budapesti Piarista Múzeumban található másik szentkép-ritkaság Szent Filoménáról (leltári szám: 2015.090.1.P.), ami acélmetszet technikával készült, P. I. W. Hoffman műhelyében.
- a 20. század első felében készülhetett a hazánkban szintén ritkaságnak számító bronz kegyérem Filoménáról, ami Franciaországból került Magyarországra. Ez is a budapesti Piarista Múzeumban található (leltári szám: 2016.602.1.P.). Az előlapon a szent alakja látható és körívben francia nyelvű felirat: "Ste Philomene priez pour nous". A hátlapon a szent itáliai kegyhelyi sírja látható, és körívben latin felirat: "Sancta Philumena ora pro nobis". Mindkét szöveg jelentése magyarul: Szent Filoména könyörögj értünk.
- Dienes Valéria külföldi (franciaországi vagy angliai) tartózkodása során hallott Szent Filoména élettörténetéről. A hazatérése utáni években felkérte Feszty Masa művésznőt, hogy készítsen képet az ókeresztény vértanú leányról. Később, ezt a rózsaszín ruhás festményt a Budapest XII. kerületi, Keresztelő Szent János templomnak ajándékozta. Az ünnepélyes átadás és elhelyezés 1948. október 8-án történt. A kép jelenleg is (2020) itt található.[32]
- (1946-ban és 1949-ben a belügyminiszter betiltotta a civil és vallásos, ifjúsági és más egyesületeket.)
- 1996-ban, magyar zarándok hívek keresik fel Szent Filoména nemzetközi kegyhelyét (Mugnano del Cardinale, Nolai Egyházmegye).
- 1997-ben kétszer jön Magyarországra a kegyhely templomigazgatója Giovanni Braschi; egyrészt Kecskeméten megáld egy Szent Filoména szobrot; másrészt bemutatja Golenszky Kandid (1913-1977) O.Cist. szerzetespap 1950-től kiadatlan, de változatlan tartalommal 1997-ben kiadott "Ismeretlen ismerős. Az ifjúság Szent Filoménája" (Budapest, 1997) című könyvét.
- 1999-ben, Feszty Masa által 1961-ben festett "Szent Filoména" képre találtak rá az egyik budapesti régiségkereskedőnél. Szent Filoména magyarországi tisztelői a képet megvásárolták és hatósági engedéllyel az olaszországi kegyhelybe vitték ki, ahol ma is látható.[33]
- 2007-ben ismét Magyarországon járt a nemzetközi kegyhely templomigazgatója Giovanni Braschi; ezúttal március 11-én, a Tolna megyei Kisdorogon, ahol a pécsi megyéspüspökkel találkozott és megáldott egy Szent Filoménát ábrázoló domborművet.[34]

Ugyancsak a Feszty Masa által készített festmény található róla
- a Budapest XI. kerületi Szentlélek kápolnában.[35] Az egyik festmény 1961-ben készült, a kápolnabejárattal szemben függ a falon, nagy képkeretben, fehér ruhában van ábrázolva Filoména; s alul jól látható, hogy a képkeretben ereklye is volt több évtizede. A másik festmény a sekrestye felé vezető előtérben függ a falon, fém keretben, kék ruhában van ábrázolva Filoména, fához kötve, nyílvesszőkkel sebezve, égre emelt tekintettel.
- a Budapest XI. kerületi Szent Imre templom plébániahivatal aulájában (1950-ben készült, eredeti Feszty Masa festmény, Golenszky Kandid részére dedikálva)
- a Budapest XII. kerületi Keresztelő Szent János-plébániatemplomban[36] bal oldalon a második fülkében (1948-ban készült eredeti festmény),
- a Budapest X. kerületi Föltámadott Krisztus-templomban[37] a főbejárattól jobbra,
- a Budapest II. kerületi Szent Antal plébániatemplom[38] főbejáratánál balra lévő egyházközségi irodában (2018. évi adat),
- a Budapest III. kerületi Szentháromság-plébániatemplomban[39] a bejárattól jobbra, a templom végében, az 1952-ben készült kép,
- a zebegényi Havas Boldogasszony plébániatemplomban,[40]
- a balatonszemesi Szent Antal plébániatemplomban[41] a főbejárattól balra lévő gyóntatófülke mellett,
- a zirci Ciszterci Apátság folyosóján (rendházon belül).

Egyéb ábrázolás
- az egri Szeplőtelen fogantatás – Nagyboldogasszony (ferences) templom előterében festmény[42] a főbejárattól balra,
- a Budapest, XV. kerületi, Rákospalota MÁV Telep Jézus Szíve plébániatemplom urnatemetőjének (a templom hátsó részén, az Oltárhoz viszonyítva) bejáratánál balra fent, Feszty Masa "Szent Filoména" festményéről készült fénykép,
- a Budapest III. kerületi Szent József plébániatemplomban[43] a főbejárattól balra lévő fülkében festményéről készült poszter.
- Vass Csaba szobrász által készített szobor (1997) található róla a kecskeméti ferences barátok Szent Miklós templomában,[44] valamint Káldor Aurél szobrászművész márvány domborműve (1976) a szentendrei Ferences Gimnáziumban,[45] továbbá Megyeri-Horváth Gábor festménye a békéscsabai Szent Antal plébániatemplom[46] bal oldalhajó végében.
- Ismeretlen művész által készített Szent Filoména kerámiaszobor, az egri minorita templom Szent József oltárán.

2016. október 1-jén Szent Filoména képével gazdagodott a veszprémi Feltámadt Üdvözítő templom (Károly templom). Feszty Masa festményéről, Lunzer Anikó budapesti festőművész készített másolatot.

## Ima Szent Filoménához
Üdvözlégy Szent Filoména, felséges védőszentem: légy közbenjárom Krisztusnál, a Te égi vőlegényednél. Könyörögj érettem most és halálom óráján. Szent Filoména, Jézus és Mária szeretett leány, könyörögj érettünk, akik Nálad keresünk oltalmat. Ámen

## Vele kapcsolatos
Szent Filoména Egyetemes Főtestvérület (Universal Archconfraternity of Saint Philomena). Jogelődje alapítása: Párizs, 1876. október 6. Alapító: Louis Petit, francia vincés szerzetes atya. Jóváhagyó: Joseph H. Guibert párizsi érsek. A főtestvérületet X. Piusz pápa 1912. május 21-én alakította egyetemes főtestvérületté. A kegyhely főbb liturgikus napjai: január 10., május 25., augusztus 10., augusztus 11. Ezen kívül, sok más napon is tartanak különféle paraliturgikus programot (például: fesztivál, körmenet, fáklyás felvonulás), amiket a teljes évre vonatkozóan, a kegyhely hivatalos weboldalalán tesznek közzé.
Szent Filoména szűz és mártír tiszteletére, közösségi tagságot jelképező korda (kötél avagy szalag) megáldása: "Benedictio cinguli in honorem S. Philumenae Virg. et Mart." – pro sodalitate sub ejus titulo Parisiis canonice erecta (Approbata a S.R.C. die 20 Dec. 1883). A latin nyelvű szöveg a Rituale Romanum 1883 és 1962 közötti kiadásaiban szerepel.
Die heilige Philomena Jungfrau und Märtyrin. (Geschichte der Auffindung ihres heiligen Leibes im Jahre 1802 zu Rom dessen Uebertragung von Rom nach Mugnano... Mit beigefügter neuntägiger Andacht, Lied und Litaney zur heiligen Philomena, nebst angehängten heilsamen prachtischen Uebungen.) Könyvritkaság, gót betűs. Kiadva: Ofen [Buda], Gedruckt mit Gyurián und Bagó'ischen Schriften [Gyurián és Bagó nyomdája által, körülbelül 1837-1845 között]. Terjedelme: 72 p., 15 cm. A címlap előtt, metszet kép Szent Filoménáról, vászonkötés, puhább papirtáblákkal, arany metszés nyomaival.
A kölni római katolikus dóm mintájára, a délnyugat-indiai Maiszúr városban épített római katolikus székesegyház védőszentje.